# J.L. van Ligten
John Lambertus van Ligten (Soerabaja, 27 januari 1930 - Vlissingen, 5 maart 2004) was een Nederlandse stuurman in de roeisport en sportbestuurder. John van Ligten was de oudste zoon uit het (tweede) huwelijk van J.W.L. van Ligten (1896-1983), scheikundig ingenieur in Nederlands-Indië, en J.A.W. MacPherson (1908-1982). Hij trouwde in 1962 met C. Wamsteker (1935-2000) met wie hij twee kinderen kreeg. 
John van Ligten ging in 1948 geneeskunde studeren aan de (Rijks) Universiteit Leiden en werd lid van het Leidsche Studenten Corps (LSV Minerva) en de Studenten Roeivereeniging “KSRV Njord”. Hij speelde een belangrijke rol in de bloeiperiode van Njord in de tweede helft van de jaren veertig en de vijftiger jaren, actief als stuurman van diverse ploegen en lid van het bestuur.
Op Njord was hij daarnaast bestuurslid, praeses van de technische commissie, coach en opleider van stuurlieden. Op 25 april 1957 benoemde de ledenvergadering van Njord hem tot erelid. Hij werd omschreven als een samenbindend iemand. Op 31 juli 1954 richtte hij samen met een aantal roeigenoten de Hollandia Roeiclub op.
Na zijn diensttijd, doorgebracht in Nederlands-Nieuw-Guinea, vestigde hij zich eerst als arts in Leiden in 1961 en daarna in Vlissingen in 1963. Daar was hij verbonden aan diverse ziekenhuizen. Ook was hij werkzaam als adviseur bij de Centrale Post Ambulancevervoer in Zeeland. In 1991 trok hij zich om gezondheidsredenen terug uit zijn actieve medische loopbaan.  

## Palmares
In totaal behaalde hij in de periode 1949-1956 vijfentwintig overwinningen. In 1950, 1951 en 1954 stuurde hij Njordploegen naar de overwinning in het hoofdnummer Oude Vier op de Varsity. Hij werd onder meer Nationaal Kampioen in de nummers vier met stuurman in 1949 en in 1950 in de twee-met-stuurman. Hij kwam op verschillende internationale wedstrijden in het buitenland uit, zoals in Kopenhagen, Mâcon en Milaan. Tweemaal behaalde hij de tweede plaats op de Henley Royal Regatta bij de Grand Challenge Cup.